# Děhylov
Děhylov település Csehországban, a Opavai járásban. Děhylov Ostrava, Hlučín és Dobroslavice településekkel határos. Lakosainak száma 746 fő (2024. január 1.).

## Népesség
A település lakosságának változását az alábbi diagram mutatja:
| Lakosok száma | 439  | 561  | 719  | 673  | 661  | 645  | 723  | 732  | 762  | 746  |
|               | 1869 | 1890 | 1921 | 1950 | 1980 | 2001 | 2017 | 2019 | 2022 | 2024 |